# Fußball-Mittelrheinliga 2014/15
Die Saison 2014/15 der Mittelrheinliga war die 59. Spielzeit der Fußball-Mittelrheinliga und die dritte als fünfthöchste Spielklasse in Deutschland unter Oberliga-Status.

## Auf- und Abstiegsregelung
- Aufstieg in die Regionalliga West

Für den Aufstieg in die Regionalliga West war der Meister sportlich qualifiziert.
- Abstieg aus der Mittelrheinliga

Die vier Mannschaften auf den Plätzen 13 bis 16 der Mittelrheinliga stiegen grundsätzlich am Ende der Saison in die jeweilige Landesliga ab. Je nach Zahl der Absteiger aus der Regionalliga West konnte sich die Zahl der Absteiger auf drei vermindern oder auf fünf erhöhen.
- Aufstieg in die Mittelrheinliga

Aus den beiden Landesliga-Staffeln 1 und 2 stiegen die Meister auf. Sollte die Anzahl von 16 Mannschaften der Oberliga nicht erreicht werden, waren maximal auch beide Vizemeister aufstiegsberechtigt.

## Teilnehmer
Für die Spielzeit 2014/15 hatten sich folgende Vereine sportlich qualifiziert:
- die verbleibenden Mannschaften aus der Mittelrheinliga 2013/14:
  - Alemannia Aachen II, VfL Alfter, Viktoria Arnoldsweiler, SV Bergisch Gladbach 09, Bonner SC, SC Brühl 06/45, SC Germania Erftstadt-Lechenich, TSC Euskirchen, Borussia Freialdenhoven, FC Wegberg-Beeck, TSV Germania Windeck
- die Meister der beiden Staffeln der Landesliga Mittelrhein 2013/14:
  - Staffel 1: FC Hürth
  - Staffel 2: FC Bergheim 2000
- die Zweitplatzierten der beiden Staffeln der Landesliga Mittelrhein 2013/14:
  - Staffel 1: VfL Leverkusen
  - Staffel 2: TSV Hertha Walheim
- der nach der „Quotientenregelung“ bessere Tabellendritte der beiden Staffeln der Landesliga Mittelrhein 2013/14:[1]
  - SV 1914 Eilendorf

## Abschlusstabelle
| Pl. | Verein                          | Sp. | S  | U | N  | Tore    | Diff. | Punkte |
| --- | ------------------------------- | --- | -- | - | -- | ------- | ----- | ------ |
| 1.  | FC Wegberg-Beeck                | 30  | 24 | 3 | 3  | 087:280 | +59   | 75     |
| 2.  | Bonner SC                       | 30  | 21 | 4 | 5  | 073:320 | +41   | 67     |
| 3.  | TSC Euskirchen                  | 30  | 18 | 7 | 5  | 087:430 | +44   | 61     |
| 4.  | FC Hürth (N)                    | 30  | 18 | 4 | 8  | 071:480 | +23   | 58     |
| 5.  | Viktoria Arnoldsweiler          | 30  | 15 | 5 | 10 | 073:480 | +25   | 50     |
| 6.  | VfL Alfter                      | 30  | 15 | 5 | 10 | 054:470 | +7    | 50     |
| 7.  | Alemannia Aachen II             | 30  | 14 | 4 | 12 | 049:530 | −4    | 46     |
| 8.  | SV 1914 Eilendorf (N)           | 30  | 12 | 4 | 14 | 043:560 | −13   | 40     |
| 9.  | Borussia Freialdenhoven         | 30  | 10 | 8 | 12 | 053:480 | +5    | 38     |
| 10. | SV Bergisch Gladbach 09         | 30  | 11 | 4 | 15 | 055:530 | +2    | 37     |
| 11. | VfL Leverkusen (N)              | 30  | 10 | 7 | 13 | 047:570 | −10   | 37     |
| 12. | TSV Germania Windeck            | 30  | 11 | 4 | 15 | 042:650 | −23   | 37     |
| 13. | SC Brühl 06/45                  | 30  | 9  | 3 | 18 | 029:560 | −27   | 30     |
| 14. | TSV Hertha Walheim (N)          | 30  | 8  | 3 | 19 | 033:710 | −38   | 27     |
| 15. | FC Bergheim 2000 (N)            | 30  | 4  | 4 | 22 | 034:830 | −49   | 16     |
| 16. | SC Germania Erftstadt-Lechenich | 30  | 3  | 5 | 22 | 030:720 | −42   | 14     |

| (N) | Aufsteiger aus der Landesliga 2013/14 |

## Kreuztabelle
Die Kreuztabelle stellt die Ergebnisse aller Spiele dieser Saison dar. Die Heimmannschaft ist in der linken Spalte, die Gastmannschaft in der oberen Zeile aufgelistet.
| 2014/15                         | FC Wegberg-Beeck | Viktoria Arnoldsweiler | Alemannia Aachen II | SV Bergisch Gladbach 09 | VfL Alfter | Bonner SC | TSC Euskirchen | SC Brühl 06/45 | TSV Germania Windeck | Borussia Freialdenhoven | SC Germania Erftstadt-Lechenich | FC Hürth | FC Bergheim 2000 | VfL Leverkusen | TSV Hertha Walheim | SV 1914 Eilendorf |
| ------------------------------- | ---------------- | ---------------------- | ------------------- | ----------------------- | ---------- | --------- | -------------- | -------------- | -------------------- | ----------------------- | ------------------------------- | -------- | ---------------- | -------------- | ------------------ | ----------------- |
| FC Wegberg-Beeck                |                  | 2:1                    | 1:0                 | 3:2                     | 0:1        | 0:0       | 4:1            | 5:0            | 4:0                  | 4:2                     | 4:0                             | 2:1      | 8:4              | 7:0            | 1:0                | 5:2               |
| Viktoria Arnoldsweiler          | 0:2              |                        | 5:2                 | 1:6                     | 4:4        | 4:2       | 2:3            | 3:2            | 3:0                  | 0:0                     | 3:2                             | 6:2      | 7:0              | 1:1            | 7:1                | 1:2               |
| Alemannia Aachen II             | 0:0              | 1:0                    |                     | 3:1                     | 4:1        | 0:2       | 2:3            | 3:0            | 2:0                  | 2:0                     | 2:1                             | 1:3      | 5:3              | 1:2            | 4:3                | 1:2               |
| SV Bergisch Gladbach 09         | 3:2              | 1:2                    | 3:0                 |                         | 1:2        | 1:2       | 3:1            | 0:2            | 2:2                  | 3:1                     | 1:1                             | 1:4      | 4:1              | 0:2            | 1:1                | 4:1               |
| VfL Alfter                      | 0:1              | 2:1                    | 1:3                 | 1:6                     |            | 0:0       | 0:3            | 2:0            | 1:2                  | 3:2                     | 2:1                             | 2:2      | 1:0              | 3:0            | 3:0                | 0:1               |
| Bonner SC                       | 0:2              | 2:1                    | 4:0                 | 2:0                     | 2:1        |           | 1:3            | 3:1            | 5:0                  | 1:1                     | 2:0                             | 4:3      | 2:0 1            | 3:2            | 2:1                | 3:0               |
| TSC Euskirchen                  | 3:3              | 1:0                    | 7:0                 | 4:0                     | 1:1        | 4:2       |                | 1:1            | 3:2                  | 1:1                     | 1:1                             | 1:1      | 8:1              | 4:1            | 2:0                | 2:3               |
| SC Brühl 06/45                  | 0:2              | 0:1                    | 0:0                 | 1:0                     | 0:3        | 0:5       | 1:2            |                | 2:0                  | 2:1                     | 1:0                             | 1:3      | 2:0              | 2:3            | 1:2                | 1:0               |
| TSV Germania Windeck            | 0:5              | 2:3                    | 2:2                 | 1:0                     | 0:2        | 0:4       | 1:7            | 6:3            |                      | 0:1                     | 2:1                             | 2:0      | 1:1              | 1:2            | 3:2                | 3:0               |
| Borussia Freialdenhoven         | 2:3              | 0:2                    | 1:4                 | 2:0                     | 2:5        | 1:2       | 4:2            | 3:0            | 1:3                  |                         | 3:1                             | 2:2      | 3:0              | 2:0            | 0:0                | 3:1               |
| SC Germania Erftstadt-Lechenich | 0:1              | 2:3                    | 4:0                 | 1:5                     | 1:4        | 1:6       | 0:4            | 1:1            | 0:1                  | 1:1                     |                                 | 2:6      | 1:0              | 3:1            | 0:3                | 0:2               |
| FC Hürth                        | 3:2              | 2:0                    | 0:2                 | 4:0                     | 4:0        | 2:0       | 3:2            | 0:3            | 2:1                  | 1:1                     | 3:1                             |          | 3:1              | 2:0            | 2:0                | 3:4               |
| FC Bergheim 2000                | 0:2              | 2:2                    | 0:2                 | 2:2                     | 4:1        | 2:3       | 0:6            | 0:1            | 4:1                  | 0:4                     | 2:0                             | 0:3      |                  | 1:3            | 0:1                | 1:2               |
| VfL Leverkusen                  | 1:2              | 1:1                    | 0:0                 | 2:0                     | 1:2        | 2:2       | 3:3            | 3:1            | 0:2                  | 2:2                     | 4:3                             | 4:1      | 1:3              |                | 5:1                | 0:0               |
| TSV Hertha Walheim              | 1:5              | 0:5                    | 0:3                 | 1:3                     | 0:5        | 0:6       | 1:2            | 2:0            | 1:2                  | 3:1                     | 2:0                             | 2:3      | 2:2              | 1:0            |                    | 2:0               |
| SV 1914 Eilendorf               | 1:5              | 1:4                    | 4:0                 | 1:2                     | 1:1        | 0:1       | 1:2            | 2:0            | 2:2                  | 0:5                     | 1:1                             | 1:3      | 2:0              | 3:1            | 3:0                |                   |

## Torschützenliste
| Pl. | Nat.        | Spieler            | Verein                 | Tore |
| --- | ----------- | ------------------ | ---------------------- | ---- |
| 1   | Deutschland | Benny Moritz Hoose | TSC Euskirchen         | 24   |
| 2   | Deutschland | Jannis Steltzner   | Viktoria Arnoldsweiler | 19   |
| 3   | Deutschland | Sascha Engel       | TSC Euskirchen         | 18   |
| 4   | Deutschland | Marcel Wandinger   | VfL Leverkusen         | 17   |

Quelle: